# Betalingssysteem

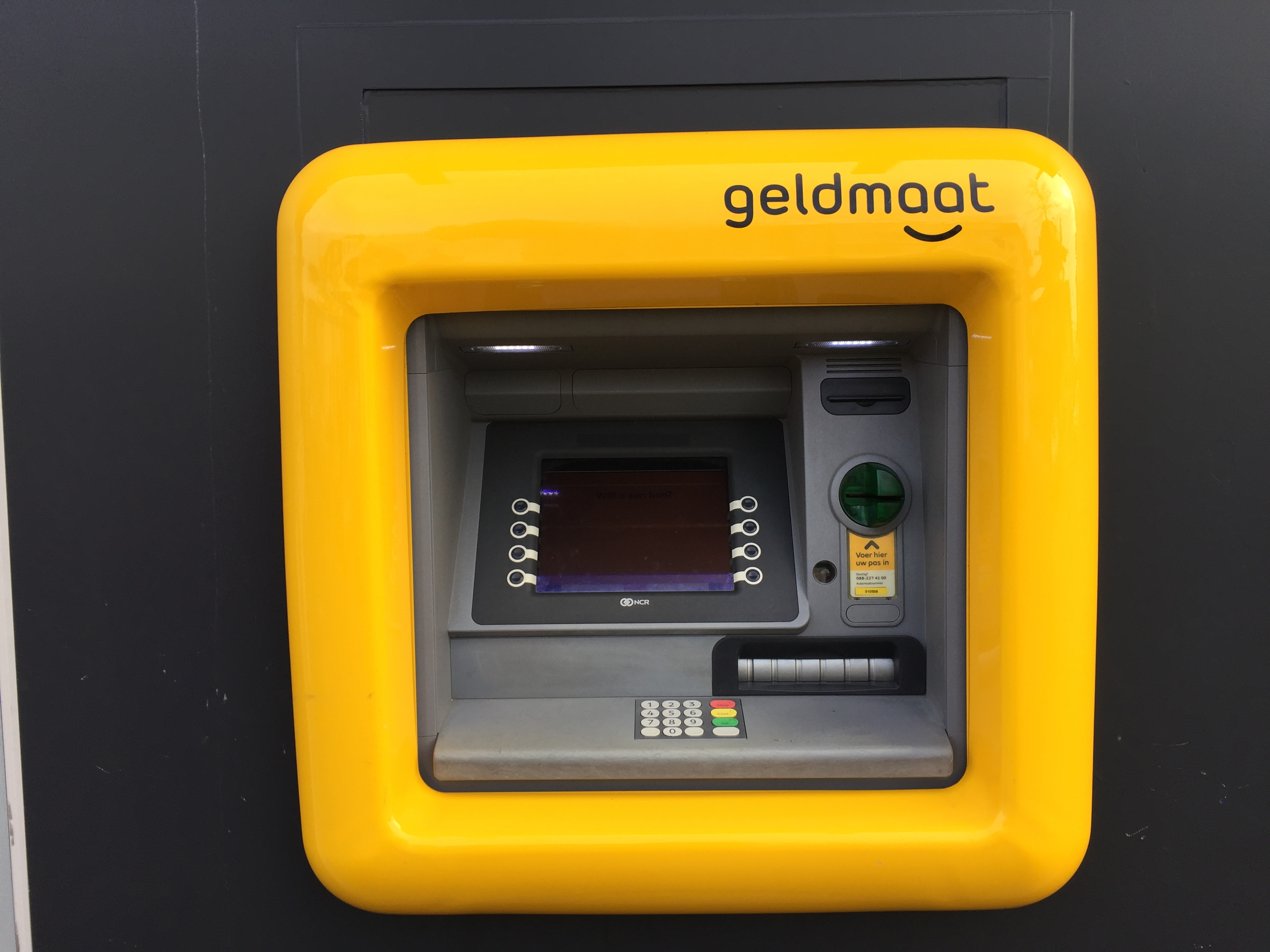
Geldautomaat

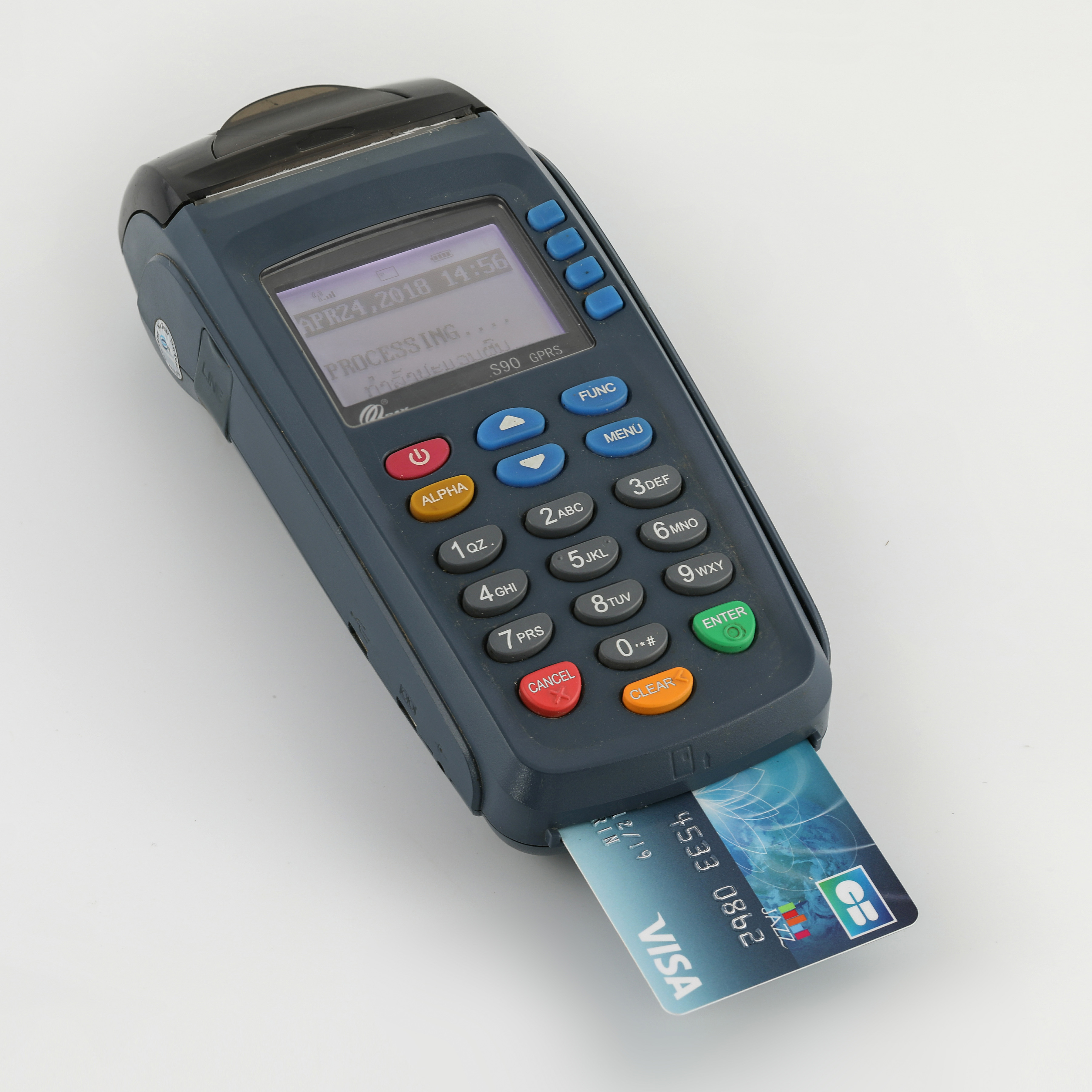
Elektronisch betalen met een credit card

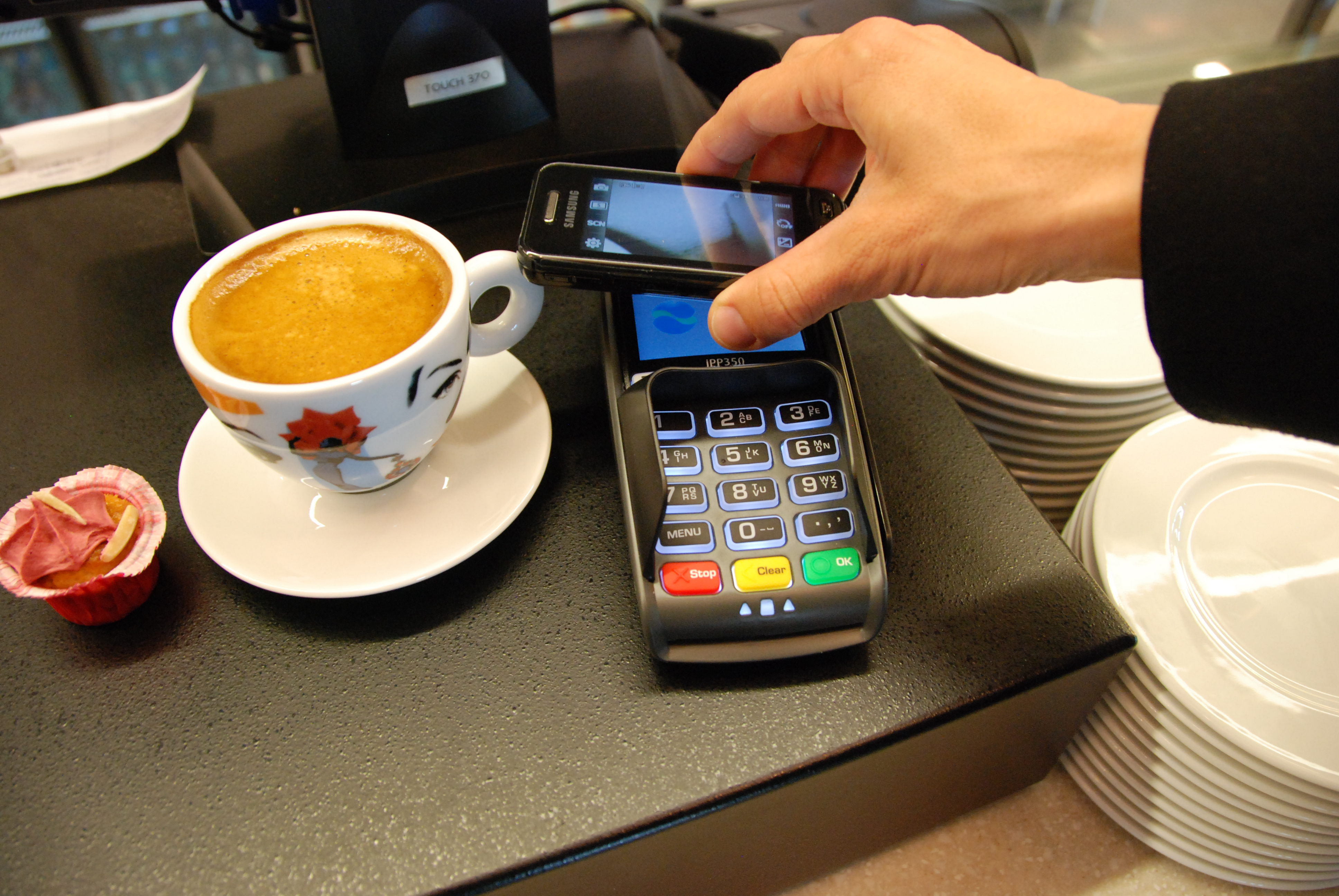
Mobiele betaling

Een betalingssysteem is een systeem dat wordt gebruikt voor het verrichten van betalingen, het overmaken van geld van een betaler naar de beoogde ontvanger. In het algemeen kunnen betalingen worden verricht met contant geld (munten en bankbiljetten), op elektronische wijze (inclusief betalen via de mobiele telefoon), en voorheen ook met een chipknip, kredietbrief, girobetaalkaart en cheque.
Een betalingssysteem faciliteert elektronisch betalingsverkeer. Elektronisch betalingsverkeer omvat betalingen via debetkaarten (zoals met pinpassen en bankkaarten) en creditcards, elektronische overboekingen, automatische incasso's, internetbankieren en e-commerce betalingssystemen.
Zowel wie een elektronische betaling wil verrichten als wie er één wil ontvangen heeft een bankrekeningnummer nodig, al of niet gekoppeld aan de manier van betalen (bijvoorbeeld aan een creditcard).

## Nut
Een efficiënt betalingssysteem verlaagt de kosten van het uitwisselen van goederen, diensten en activa. Het is onmisbaar voor de werking van de interbancaire, geld- en kapitaalmarkten. Een zwak betalingssysteem kan de stabiliteit en het ontwikkelingsvermogen van een nationale economie ernstig aantasten. Dergelijke mislukkingen kunnen leiden tot inefficiënt gebruik van financiële middelen, ongelijke risicodeling tussen agenten, daadwerkelijke verliezen voor deelnemers, verlies van vertrouwen in het financiële systeem en zelfs in het gebruik van geld. De technische efficiëntie van het betalingssysteem is belangrijk voor de ontwikkeling van de economie.

## Inhoud en eisen
Een betalingssysteem omvat de (financiële en andere betrokken) instellingen, instrumenten, mensen, regels, procedures, normen en technologieën die de uitwisseling van geld mogelijk maken.

### Veiligheid

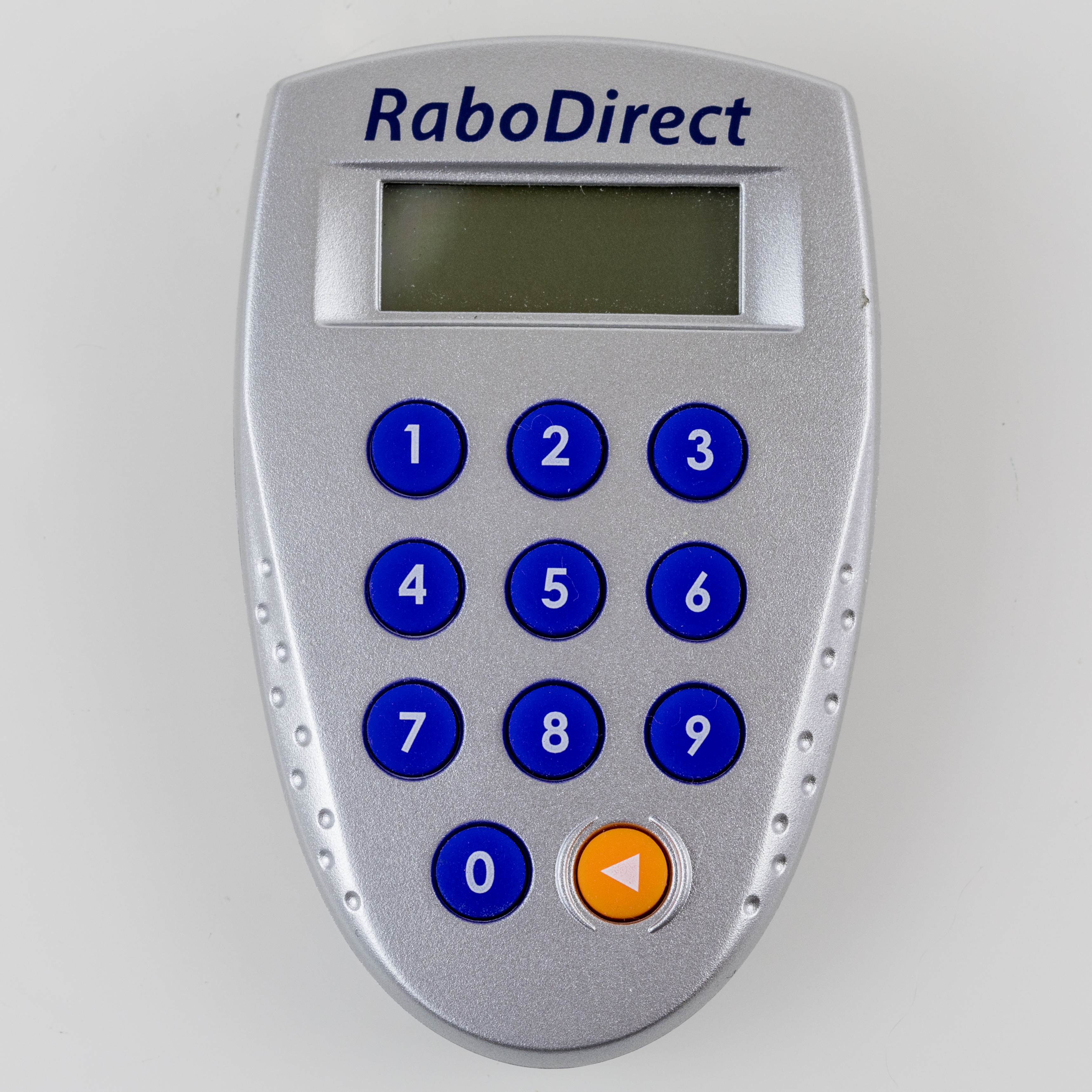
Rabobank-digipas voor internetbankieren

Een belangrijk aspect van een betalingssysteem is de veiligheid ervan: het systeem dient te waarborgen dat betalingen alleen worden verricht met expliciete toestemming van de bankrekeninghouder, dat een betaling bij de juiste ontvanger terecht komt en de transactie voor het juiste bedrag wordt uitgevoerd. Om te voorkomen dat dit misgaat, zijn veiligheidseisen ingebouwd, bijvoorbeeld: een verplichte pincode, wachtwoord en/of verificatiecode die alleen de betaler kent en controlecijfers (bijvoorbeeld in het bankrekeningnummer, om typefouten op te vangen).

### Beschikbaarheid
Een betalingssysteem moet 24/7 beschikbaar zijn. Betalingen worden immers dag en nacht verricht en ook in de weekenden en op feestdagen.

### Betrokken instanties
Behalve als de bank van zowel betaler als ontvanger dezelfde is, zijn bij financiële transacties vele instanties betrokken:
- twee financiële instellingen (banken of payment service providers): die van de betaler en die van de ontvanger;
- een betalingsverwerker, een tussenpersoon die de communicatie over de betalingen verzorgt tussen beide betrokken financiële instellingen; voorbeelden hiervan zijn: Equens voor Nederland, SEPA voor de Europese Economische Ruimte  en SWIFT voor de rest van de wereld;
- instanties die zorgen voor de verrekening tussen de financiële instellingen, vaak centrale banken, en daarnaast TARGET2 voor de eurozone waarbij de Europese Centrale Bank voor de verrekening zorgt, en voor de rest van de wereld: correspondent banken of netwerkbanken.

Een betalingssysteem moet er op zijn ingericht om met al deze instanties te kunnen communiceren, zowel voor binnenlandse betalingen als voor grensoverschrijdend betalingsverkeer. Dat laatste is ingewikkelder dan binnenlands betalingsverkeer omdat er sprake is van verschillen in wetgeving, en van verschillende valuta en verrekeninginstanties om betalingen te verwerken. Sommige landen leveren ook politieke complicaties op, bijvoorbeeld bij economische boycots. Maar voor veel providers zijn grensoverschrijdende betalingen zowel lucratief (vooral gezien de inkomsten uit conversie van deviezen) als lonend, in termen van de algehele financiële relatie die met de eindklant tot stand is gebracht.

### Procedures
Elk betaalsysteem heeft zijn eigen procedures en protocollen. Door standaardisatie zijn sommige van deze systemen tot een wereldwijde schaal gegroeid, maar er zijn nog steeds veel landspecifieke en productspecifieke systemen. Voorbeelden van wereldwijd beschikbare betalingssystemen zijn creditcard- en geldautomatennetwerken. Andere specifieke vormen van betalingssystemen worden ook gebruikt om financiële transacties af te wikkelen voor producten op de aandelenmarkten, obligatiemarkten, valutamarkten, termijnmarkten, derivatenmarkten, optiemarkten.

## Voorbeelden
Het meest bekend zijn wellicht de geldautomaat om contant geld op te nemen en de betaalautomaat in winkels. Andere betalingssystemen worden online gebruikt: internetbankieren om bankzaken te regelen en IDEAL, Paypal en creditcards om (online) aankopen te betalen.